# Тарасенко Борис Миколайович
Борис Миколайович Тарасенко (1933—1992) — радянський, український кінознавець, сценарист. Кандидат мистецтвознавства (1973). Нагороджений медалями.

## Біографія
Народився 29 листопада 1933 р. в с. Гаврилівці Дніпропетровської області в родині вчителя.
Закінчив Дніпропетровський індустріальний технікум (1953), сценарний факультет Всесоюзного державного інституту кінематографії (1964) і Академію суспільних наук при ЦК КПРС (1973).
Працював у Держкіно УРСР, в апараті ЦК Компартії України, сценаристом «Укркінохроніки», а в 1984–1991 рр. — науковим співробітником відділу кінознавства Інституту мистецтвознавства, фольклористики та етнології ім. М. Т. Рильського НАН України.
Опублікував книги: «О. П. Довженко: До 90-річчя від дня народження» (К., 1984), «Ахиллесова пята буржуазного кино» (К., 1986, у співавт. з Н. Капельгородською). Упорядкував збірники «Приключения Электроника», «Уроки Александра Довженко» (К., 1982, у співавт. з Н. Капельгородською).
Був членом Спілок журналістів і кінематографістів України.
Наклав на себе руки 4 грудня 1992 р. в Києві. Похований на Звіринецькому кладовищі.

## Фільмографія
- Автор сценарію художнього фільму «Комісари» (1969, у співавт. з М. Мащенком)

Редактор:
- «Вогні Придніпров'я» (1976, у співавт. з Л. Мужуком; реж. В. Шкурин)

Сценарист документальних і науково-популярних стрічок:
- «Ветерани», «Пісні зустрічаються у Києві» (1967)
- «Струни моєї землі» (1969)
- «Там, під Соколовим» (1972)
- «Начдив Олександр Пархоменко» (1977)
- «Дорогою батьків» (1978, у співавт., Перша премія Всесоюзного конкурсу на честь 60-річчя Ленінського комсомолу)
- «Хата моя, біла хата» (1981)
- «Слово про Київ» (1982)
- «Мелодії Одеси» (1990) та ін.